# طهر السوق
مرنيسة أو (طهر السوق)، هي بلدية تابعة لإقليم تاونات بجهة فاس- مكناس شمال المغرب، تتواجد على بعد حوالي 60 كيلومترات من تاونات، يتكلم سكانها باللهجة الشمالية المغربية التي تسمى جبلية تتميز بزراعة الاشجار المثمرة كالتين والزيتون، دون نسيان جانب تربية المواشي التي يعتمد عليها سكان البلدية. تضم هذه القرية  نسمة (إحصاء 2024).